# Ali Mubarak
Ali Mubarak (1824 – 1893) è stato uno scrittore, politico e mecenate egiziano.

## Biografia
ʿAlī Pascià Mubārak fu ministro della Pianificazione e ministro dell'Istruzione durante la seconda metà del XIX secolo. Come buona parte degli iṣlāḥiyyūn (riformisti), studiò in Francia. Divenne famoso per i suoi contributi miranti alla ricostruzione storica e geografica degli ambienti cairoti e per aver istituito un moderno sistema educativo in Egitto.
La sua opera più celebre è l'al-Khiṭaṭ al-tawfīqiyya al-jadīda (I nuovi distretti di Tawfīq [Pascià]), in cui egli fornisce una descrizione dettagliata, strada per strada, dei principali villaggi e città d'Egitto.
Contribuì in maniera determinante alla fondazione verso il 1870 della celeberrima Biblioteca Nazionale egiziana, una delle maggiori e più antiche biblioteche statali di tutto il mondo arabo e islamico.
Fu anche romanziere, col suo libro ʿĀlam al-dīn (Il mondo della religione), edito nel 1882, un romanzo a vocazione didattica in cui i personaggi che compiono un viaggio attraverso l'Egitto e la Francia sono un egiziano e un britannico. Recuperando così la nobile tradizione letteraria della riḥla (in cui s'illustrarono Ibn Baṭṭūṭa, Ibn Jubayr o Ibn Faḍlān) e della maqāma, egli si pose come fine quello di istruire il lettore, fornendogli una grande quantità di utili informazioni. Si distingue per l'introduzione di una struttura narrativa che mira a divertire il lettore, senza annoiarlo con nozioni aride e accademiche.
Si deve notare che le relazioni fra i due personaggi, di diverse fedi e tradizioni, sono tutt'altro che conflittuali, e che s'insiste sovente sulla necessità d'una cooperazione fra Occidente e Oriente: fine quest'ultimo del movimento dell'Iṣlāḥ.